# Leonhard Nagenrauft
Leonhard Nagenrauft (Bischofswiesen, 9 marzo 1938 – 22 maggio 2017) è stato uno slittinista tedesco occidentale.
Dopo la riunificazione della Germania (1990), acquisì la cittadinanza tedesca.

## Biografia
Gareggiò unicamente per la nazionale tedesca occidentale sia nella specialità del singolo, in cui ottenne tutti i suoi più importanti risultati, sia in quella del doppio; nella specialità biposto gareggiò unicamente in coppia con Hans Wimmer.
Prese parte a due edizioni dei Giochi olimpici invernali, entrambe le volte nel singolo: a Grenoble 1968 si piazzò al nono posto ed a Sapporo 1972 giunse in quinta posizione.
Prese parte altresì a quattro edizioni dei campionati mondiali, ottenendo il suo miglior risultato a Valdaora 1971 in cui conquistò la medaglia d'argento nel singolo; nel doppio il suo miglior risultato fu il quarto posto a Schönau am Königssee 1969. Nelle rassegne continentali vinse il titolo europeo a Schönau am Königssee 1967 e la medaglia di bronzo a Schönau am Königssee 1972, entrambe le volte nel singolo.
Si ritirò dalle competizioni dopo i campionati mondiali di Oberhof 1973.

## Palmarès

### Mondiali
- 1 medaglia:
  - 1 argento (singolo a Valdaora 1971).

### Europei
- 2 medaglie:
  - 1 oro (singolo a Schönau am Königssee 1967);
  - 1 bronzo (singolo a Schönau am Königssee 1972).